# Ред Ривер (Њу Мексико)
Ред Ривер (енгл. Red River) град је у америчкој савезној држави Њу Мексико.

## Демографија
По попису из 2010. године број становника је 477, што је 7 (-1,4%) становника мање него 2000. године.
| Група             | 2000.       | 2010.       |
| Белци             | 425 (87,8%) | 411 (86,2%) |
| Афроамериканци    | 0 (0,0%)    | 1 (0,2%)    |
| Азијати           | 0 (0,0%)    | 0 (0,0%)    |
| Хиспаноамериканци | 45 (9,3%)   | 59 (12,4%)  |
| Укупно            | 484         | 477         |